# بدوستمون بيضوي
بدوستمون بيضوي أو عشبة النهر البيضوية (الاسم العلمي:Podostemum ovatum) هو نوع من النباتات يتبع جنس البدوستمون من الفصيلة البدوستمونية.